# Янгулово (Татарстан)
Янгулово (тат. Яңгул) — село в Балтасинском районе Республики Татарстан. Административный центр Янгуловского сельского поселения.

## Географическое положение
Село расположено на севере Татарстана, в юго-восточной части Балтасинского района, на правом берегу реки Шошма. Расстояние до районного центра (посёлка городского типа Балтаси) — 12 км. Абсолютная высота — 100 метров над уровнем моря. Ближайшие населённые пункты — Бурнак, Старый Кушкет, Биктяшево, Сардыган.

## История
Село известно с 1602–1603 гг. как деревня Елгулово. В «Списке населенных мест по сведениям 1859—1873 годов», изданном в 1876 году, населённый пункт упомянут как казённая деревня Янгулова Малмыжского уезда Вятской губернии. Располагалась при речке Янгуловке, на Сибирском почтовом тракте, в 22 верстах от уездного города Малмыжа. В деревне, в 266 дворах жили 1935 человек (990 мужчин и 945 женщин), были 3 мечети, сельское управление, почтовая станция, полуэтап.
По сведениям переписи 1897 года, в деревне Янгулова Малмыжского уезда Вятской губернии проживали 1954 человека (889 мужчин, 1065 женщин), из них 1921 мусульманин.

## Население
По данным всероссийской переписи 2010 года численность населения села составляла 1070 человек.

## Инфраструктура
В Янгулово имеется средняя общеобразовательная школа, детский сад, библиотека, дом культуры и врачебная амбулатория. Общая площадь жилого фонда села — 33 тыс. м²

Улицы села:
| - Габдуллы Гарифуллина - Габдуллы Тукая - Гильфана Ашрафзянова - Горная - Дружбы - Мира | - Молодёжная - Мусы Джалиля - Подгорная - Свободы - Советская - Татарстана - Хабры Рахмана |

## Известные жители
- Гарифуллин, Габдулла Гарифуллович — участник Великой Отечественной войны, Герой Советского Союза.
- Загидуллин Ильдус Котдусович[2] - историк, доктор исторических наук (2007), доцент (2008)
- Хабра Рахман (1914 - 1942)[2] - татарский поэт